# Odd Hassel
Odd Hassel (ur. 17 maja 1897 w Kristianii, zm. 11 maja 1981 w Oslo) – norweski chemik, krystalograf i fizykochemik, laureat Nagrody Nobla z dziedziny chemii w roku 1969 za wkład w rozwój pojęcia konformacji i jego zastosowanie w chemii.

## Życiorys
Po ukończeniu studiów chemicznych (1915–1920) na Uniwersytecie w Oslo, uzupełniał swą wiedzę w czasie stażu w Monachium (1922) w laboratorium polskiego fizykochemika Kazimierza Fajansa oraz w Berlinie-Dahlem, gdzie w Kaiser-Wilhelm-Institut zapoznał się z badaniami rentgenostrukturalnymi, za które to prace uzyskał w 1924 r. stopień doktora.
Następnie powrócił do Norwegii na Uniwersytet w Oslo, gdzie został w latach 1934–1964 pierwszym profesorem chemii fizycznej w Norwegii. Prowadził badania dotyczące budowy przestrzennej cząsteczek (głównie cykloheksanu i jego pochodnych) oraz budowy kryształów. Współtwórca metod analizy konformacyjnej. W 1969 otrzymał Nagrodę Nobla (wspólnie z D.H. Bartonem).